# Gundlachia ticaga
Gundlachia ticaga е вид коремоного от семейство Planorbidae.

## Разпространение
Видът е разпространен в Аржентина (Мисионес) и Бразилия (Баия, Гояс, Рио Гранди до Сул, Рио де Жанейро и Сао Пауло).